# ريتشارد بيت
ريتشارد بيت (بالإنجليزية: Richard Bate)‏ هو مجدف بريطاني، ولد في 22 أكتوبر 1938 في كلكتا في الهند.

## وصلات خارجية
- ريتشارد بيت على موقع الاتحاد الدولي للتجديف (الإنجليزية)
- ريتشارد بيت على موقع أوليمبيديا (الإنجليزية)